# Ospitale di Cadore
Ospitale di Cadore – miejscowość i gmina we Włoszech, w regionie Wenecja Euganejska, w prowincji Belluno.
Według danych na styczeń 2009 gminę zamieszkiwało 337 osób przy gęstości zaludnienia 8,4 os./1 km².